# Atranji Khera
Atranji Khera és un jaciment arqueològic de l'Índia, al districte d'Etah, estat d'Uttar Pradesh a uns 15 km al nord de la ciutat d'Etah i 25 km al sud de Soron.
Hi ha fragments d'estàtues i de rajoles de grans dimensions; també han aparegut monedes; hi ha un temple de Mahadeo i cinc lingams; totes les escultures són d'origen braman. El general Cunningham identifica el lloc amb Pi-lo-chan-na, visitada pels peregrí xinès Hwen Thsang al segle vii. La tradició local diu que fou la capital del raja Ben que fou derrotat el 1193 pel gúrida Muizz al-Din Muhammad (Shihab al-Din Muhammad) virrei de l'Índia, el qual hauria destruït la fortalesa i ciutat.